# Castillo de Rubí
El Castillo de Rubí es un castillo situado en la población de Rubí, en el Vallés Occidental. Se encuentra intacto y en buen estado. Cercano a su ubicación se ha podido demostrar por unas excavaciones arqueológicas una ocupación humana de un poblado ibérico. El edificio actual del Castillo está compuesto de tres cuerpos, oeste (parte noble), norte y este, que rodean un patio en la parte sur.

## Historia
Entre 1989 y 1990 el arqueólogo medievalista Josep Maria Vila hizo un estudio del castillo y de su cronología, aunque distinguiendo varias fases.

### Fase 0 (986-1233)
Corresponde a la fortaleza que se levantaba a unos 200 m al oeste de los restos de la ermita de Sant Genís.

### Fase 1 (1233-sigloXIV)
La fase 1 arranca del año 1233, cuando Berenguer de Rubí pide permiso a Jaime I el Conquistador para construir una domus para defenderse de sus enemigos. Sería una casa de planta en forma de L concebido como residencia del señor de Rubí.
En 1361 la familia Torrelles convirtió la casa en su castillo y se abandonó definitivamente la fortaleza de Sant Genís. El edificio fue ampliado y presentaba un aspecto de fortificación militar donde vive el encargado de hacer cumplir las órdenes del señor. Fue concebido como el punto de defensa del término de Rubí y como centro de administración feudal.

### Fase 2 (sigloXV)
La fase 2 arrancaría de finales del siglo XIV, cuando la jurisdicción civil y militar que ostenta el señor de Rubí pasa de los Torrelles a manos del rey Juan I. Como consecuencia de la abolición de estas jurisdicciones, el edificio pasa a convertirse en residencia señorial y pierde su carácter militar anterior. De esta época (siglo XV) es la fecha de la puerta de acceso al balcón que da al patio y el cuerpo E, con sus almenas (hoy sólo se pueden ver desde el patio), los elegantes ventanales góticos y las pinturas murales en el interior, muy deterioradas, y que representaban sobre todo barcos.

### Fase 3 (siglosXVI-XVII)
En la fase 3 el castillo es transformado en una masía, pero no se operan grandes cambios en su estructura.

### Fase 4 (sigloXVIII)
A principios del siglo XVIII, el castillo sigue siendo una casa de campo más donde vivían los colonos. Se construyó un tejado de una sola vertiente en el cuerpo E, lo que hizo que desapareciesen las almenas de la pared oriental, y se rellenaron los espacios entre los que se levantaban, en la pared occidental que lo habían coronado.

### Fase 5 (siglosXIX-XX)
Finalmente, en la fase 5 del edificio sufre una serie de derribos de paredes y se degrada notablemente. Pasó sucesivamente a manos de varias familias, hasta que en 1983 fue adquirido por el Ayuntamiento de Rubí, que realizó reformas para adecuarlo a usos culturales (creación del Castillo-Ecomuseo urbano), aunque operando grandes cambios en su estructura arquitectónica y destruyendo algunos elementos de interés arqueológico y arquitectónico.